# Lotus Europa
Model Europa – pierwszy samochód marki Lotus z silnikiem umieszczonym centralnie przeznaczony do użytkowania w ruchu ulicznym, produkowany w latach 1967−1975. Jednostka napędowa i skrzynia biegów zamontowane w tym modelu pochodziły z samochodu Renault 16. Firma Lotus chciała dystrybuować samochód w Europie za pośrednictwem sieci sprzedaży Renault, stąd nazwa modelu. Auto bardzo dobrze trzymało się drogi. Silnik był jednak zbyt słaby i nie zadowalał swoimi osiągami.

## Budowa

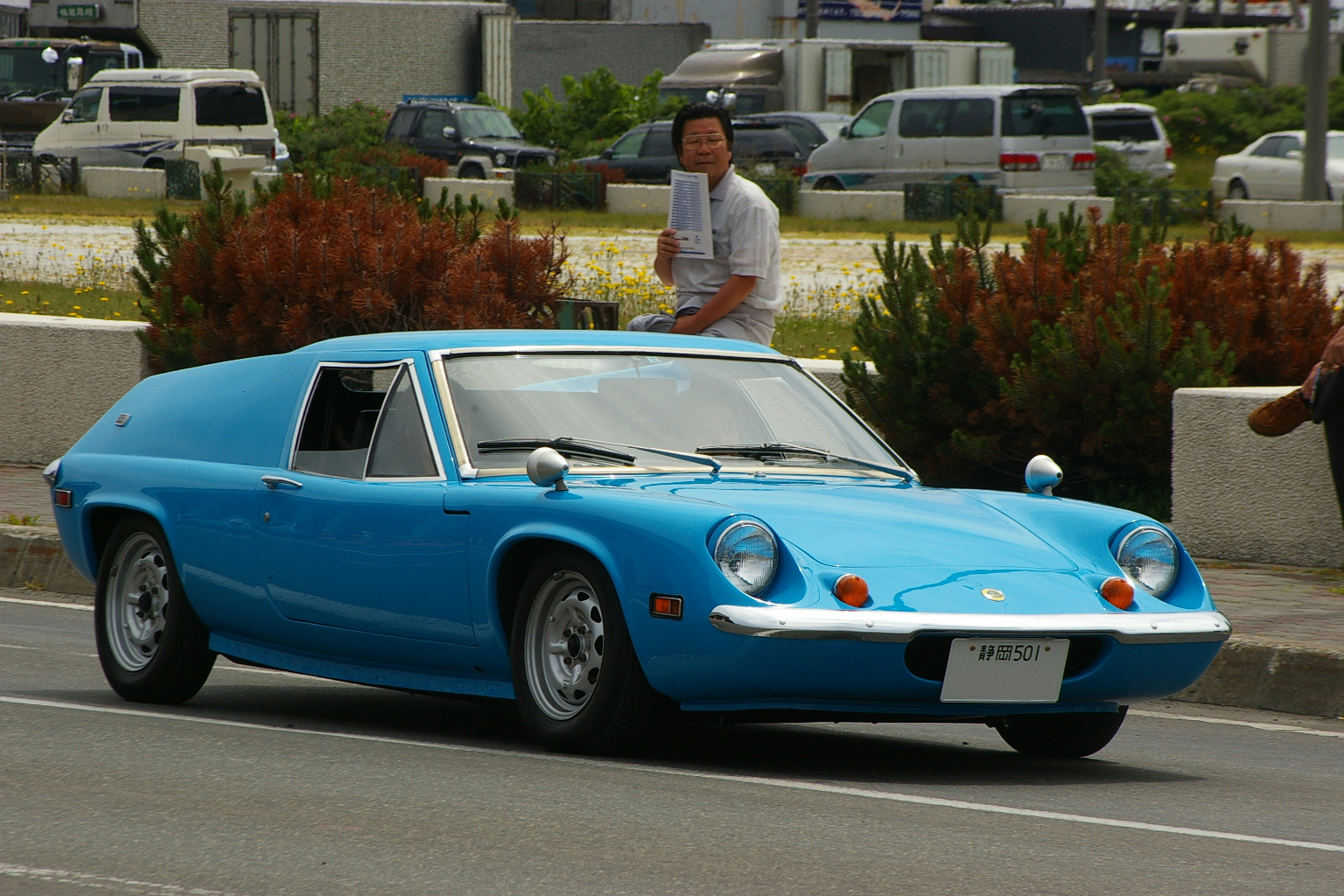
Lotus Europa

Stelaż nadwozia był robiony z profili, a poszycie wykonywano z włókna szklanego. W pierwszych egzemplarzach poszycie było mocowane do nadwozia za pomocą nitów, później jednak zastąpiono je śrubami.

## Stylistyka
Linia modelu Europa odpowiadała swoim czasom. Miała własny charakter, ale pozostała konwencjonalna. Lotus Europa to 2-miejscowy samochód sportowy, wyróżniający się na tle konkurencji.

## Wersje specjalne
- Lotus Europa Twin-Cam – od 1971 Lotus Europa stał się modelem Lotus Europa Twin-Cam. Samochód wyposażono w silnik Lotusa z dwoma wałkami rozrządu, o średnicy cylindra i skoku tłoka odpowiednio 82,55x72,75 mm i mocy 105 KM. Od roku 1972 model ten przyjął nazwę Europa Special, został wyposażony w 126-konny silnik Big Value oraz dostępną jako opcja pięciobiegową skrzynię biegów. Maksymalna prędkość samochodu wzrosła do 194 km/h.
- Lotus 47 – wersja pochodna modelu Europa przeznaczona do wyścigów. Zwyciężał wielokrotnie w latach 70.